# باو، بلغارستان
باو (به لاتین: Bov) یک منطقهٔ مسکونی در بلغارستان است که در شهرستان اسووگ واقع شده‌است. باو ۲۴٬۶ کیلومتر مربع مساحت و ۱۰۱ نفر جمعیت دارد و ۹۰۸ متر بالاتر از سطح دریا واقع شده‌است.